# Clanis titan
Clanis titan är en fjärilsart som beskrevs av Rothschild och Jordan 1903. Clanis titan ingår i släktet Clanis och familjen svärmare. Inga underarter finns listade i Catalogue of Life.

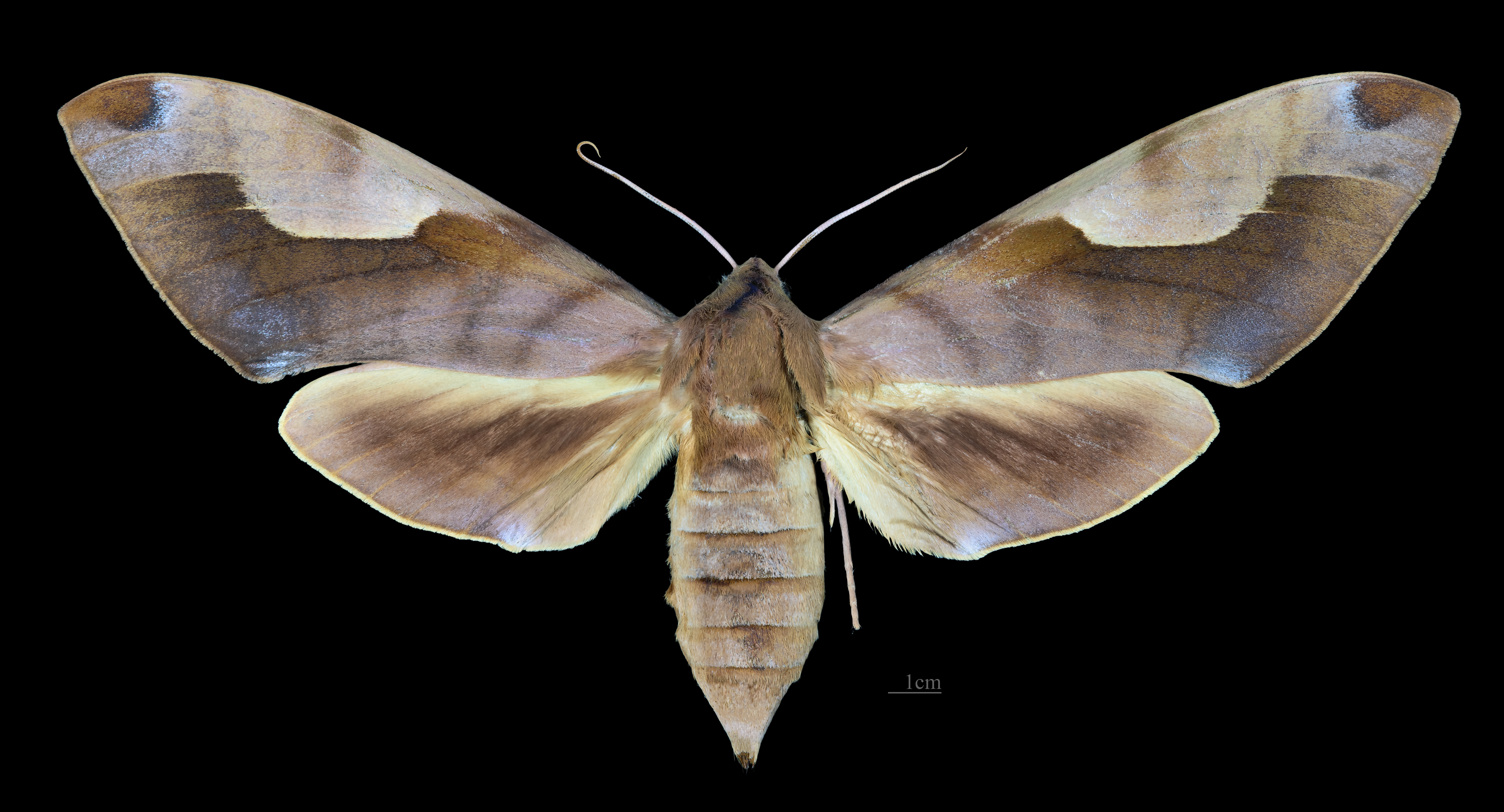
Clanis titan  ♀
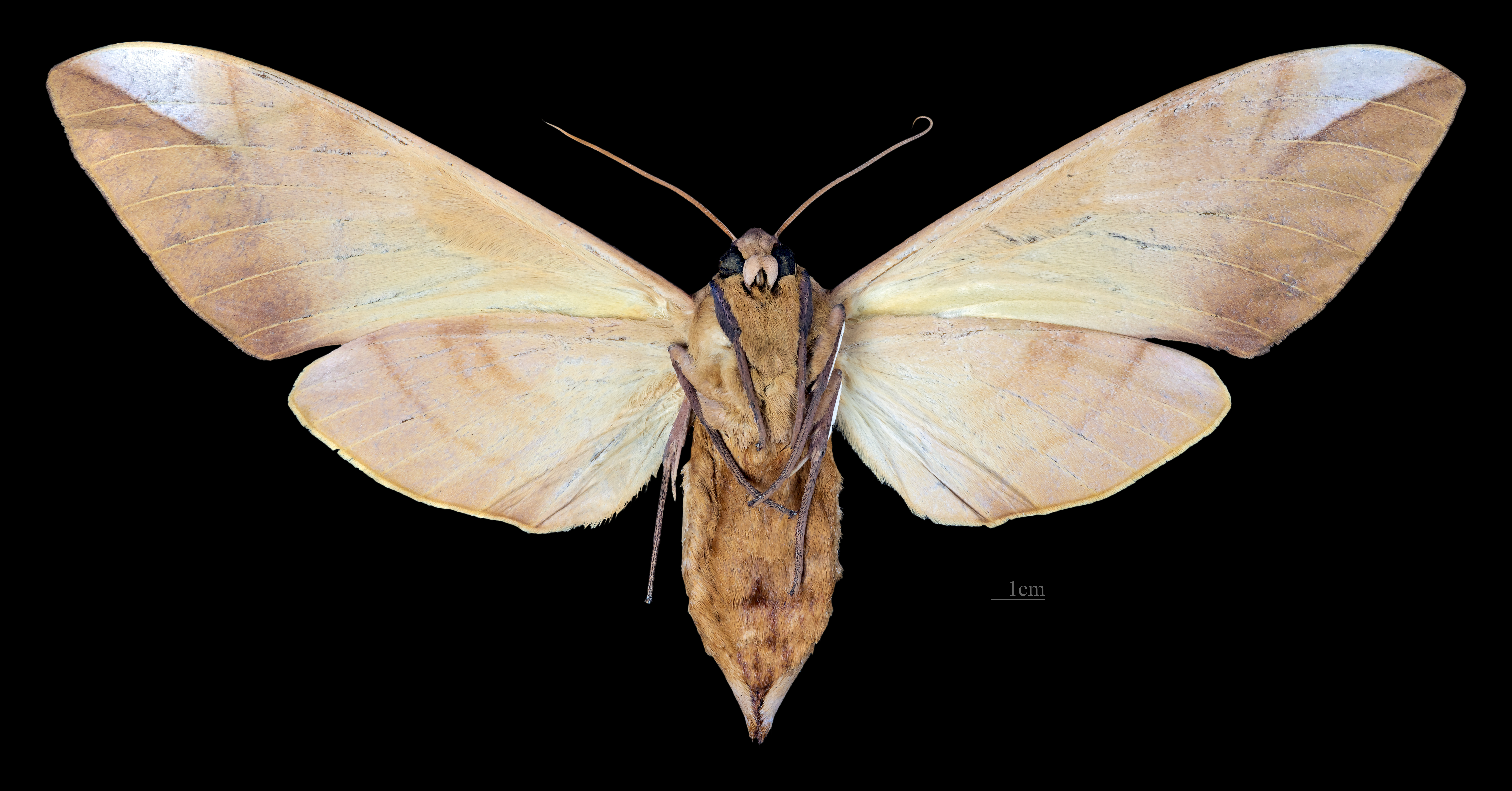
Clanis titan  ♀ △